# Lusitain

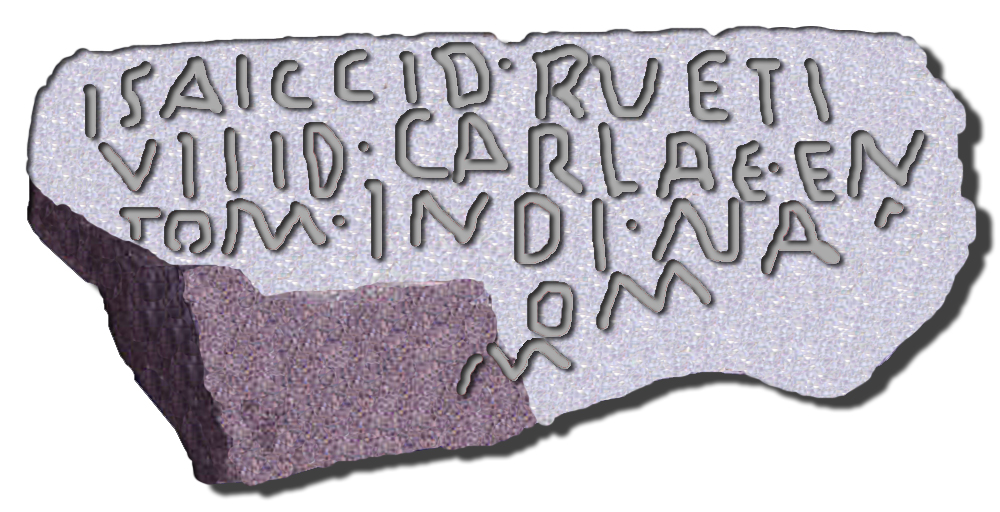
Une des inscriptions d'Arroyo de la Luz.

Le lusitain ou lusitanien (nommé ainsi d'après le peuple du même nom) était une langue paléo-hispanique qui appartenait apparemment à la famille des langues indo-européennes. Sa relation avec les langues italiques ou les langues celtiques de la péninsule ibérique, soit comme cousin (dans une branche appelée « para-celtique »), ou en tant que branche différente de l'indo-européen a été débattue, mais il est désormais considéré par la majorité des spécialistes comme une langue indo-européenne distincte des langues celtiques,. Il était parlé dans le territoire habité par la tribu des Lusitaniens, du Douro au Tage, région qui recouvrent aujourd'hui principalement le centre du Portugal et une petite frange ouest de l'actuelle Espagne.

## Classification et langues apparentées
Le lusitain paraît avoir été une langue indo-européenne plutôt différente des langues parlées au centre de la péninsule Ibérique. Ce serait une langue plus archaïque que le celtibère. 
Anderson (1985) et Untermann (1987) classent le lusitanien parmi les langues celtiques,. Ceci est largement basé sur de nombreux noms de personnes, de déités et de lieux,. D'autres spécialistes mettent l'accent sur la faiblesse des attestations anciennes, seulement cinq inscriptions[réf. nécessaire], et le fait que la présence de dieux celtiques et d'anthroponymes peut s'expliquer par une celtibérisation de ces populations, en effet la domination de tribus celtes sur l'ouest de la péninsule est attestée historiquement[source insuffisante]. D'un point de vue phonétique, le lusitanien conserve le *p- initial indo-européen tel qu'on retrouve dans le mot lusitanien porcom « porc » (cf. latin porcus), alors que l'amuïssement du *p- initial est l'une des caractéristiques consonantiques qui distinguent toutes les langues celtiques (lusitanien porcom, mais vieil irlandais orc « porc ») des autres langues indo-européennes (cf. latin pater, germanique *faɗar à comparer au vieil irlandais athair et au gaulois *ater / atrebo). Ce phénomène de chute du *p- initial est attesté en celtique à une date plus précoce que celle à laquelle les inscriptions lusitaniennes montrent au contraire une conservation de cette consonne initiale.
Villar et Pedrero (2001) relient le lusitanien aux langues italiques. Ceci est basé sur des ressemblances formelles entre des mots italiques et lusitaniens, comme l'ombrien gomia et le lusitanien comaiam ou encore  taurom « taureau » qui ressemble davantage au latin taurus qu'au gaulois taruos. C'est aussi basé sur l'analogie entre des noms de divinités italiques et lusitaniennes. En outre, certains éléments grammaticaux rapprocheraient davantage le lusitanien des langues italiques que des autres langues indoeuropéennes. Prosper (2003) considère le lusitanien comme précurseur à l'introduction des langues celtiques dans la péninsule. Il représenterait le prologue de l'indo-européanisation de sa partie ouest, comme le montrent par exemple des éléments communs à l'hydronymie européenne antique.

## Distribution géographique
Des inscriptions ont été trouvées à Arroyo de la Luz (province de Cáceres), Cabeço das Fragas (Guarda) et à Moledo (Viseu) et plus récemment à Ribeira da Venda. En prenant en compte des théonymes, anthroponymes et toponymes lusitains, la sphère lusitanienne inclurait le Portugal du nord-est moderne et les régions adjacentes d'Espagne, avec le centre de la Serra da Estrela.

## Système d'écriture
Les plus célèbres inscriptions sont celles de Cabeço das Fráguas et Lamas de Moledo au Portugal, ainsi que celles de Arroyo de la Luz en Espagne. Ribeira da Venda est la dernière découverte, en 2008. Toutes les inscriptions connues sont écrites en alphabet latin.
| Lamas de Moledo: | Cabeço das Fráguas: | Arroyo de la Luz (I & II): | Arroyo de la Luz (III):                                       | Ribeira da Venda: |
| RUFUS ET TIRO SCRIP SERUNT VEAMINICORI DOENTI ANGOM LAMATICOM CROUCEAI MACA REAICOI PETRANOI R(?) ADOM PORCOM IOUEAS(?) CAELOBRICOI | OILAM TREBOPALA INDO PORCOM LAEBO COMAIAM ICONA LOIM INNA OILAM USSEAM TREBARUNE INDI TAUROM IFADEM REUE... Un mouton [agneau?] pour Trebopala et un porc pour Laebo, [un mouton] du même âge pour Iccona Loiminna, un mouton d'un an pour Trebaruna et un bœuf fertile... pour Reve... | AMBATVS SCRIPSI CARLAE PRAISOM SECIAS ERBA MVITIE AS ARIMO PRAESO NDO SINGEIETO INI AVA INDI VEA VN INDI VEDAGA ROM TEVCAECOM INDI NVRIM INDI VDEVEC RVRSENCO AMPILVA INDI LOEMINA INDI ENV PETANIM INDI AR IMOM SINTAMO M INDI TEVCOM SINTAMO | ISACCID·RVETI. PVPPID·CARLAE·EN ETOM·INDI·NA.[ ....CE·IOM· M· | [- - - - - -] XX•OILAM•ERBAM HARASE•OILA•X•BROENEIAE•H OILA•X•REVE AHARACVI•T•AV[...] IEATE•X•BANDI HARACVI AV[....] MVNITIE CARIA CANTIBIDONE• APINVS•VENDICVS•ERIACAINV[S] OVOVIANI[?] ICCINVI•PANDITI•ATTEDIA•M•TR PVMPI•CANTI•AILATIO |